# Nils Strömcrona
Nils Thorvedsson Strömcrona (vor 1727 Ström; * 1664 in Marstrand; † 24. Januar 1740 in Karlskrona) war ein schwedischer Marinesoldat, Lotse, Kartograf, Grafiker und Karikaturist.
Er war der Sohn des stellvertretenden Bürgermeisters Thorved Nilsson Ström und Margareta Mattsdotter. Strömcrona wurde zuerst Student in Kopenhagen und dann in Lund. Er wurde 1691 Lehrer für Geometrie und Astronomie an der Admiralität in Karlskrona und 1696 zum Leutnant und 1697 zum Kapitän und Lotsen ernannt. Im gleichen Jahr heiratete er Lovisa Christina Ankarstierna.
Er nahm 1700 an der Landung bei Humlebæk teil, die er dann auf Kupferstichen dokumentierte. Nach dem Frieden mit Dänemark im selben Jahr brachte er die schwedische Flotte aus den bisher unbekannten Gewässern um Amager. 1704 gründete er einen Lotsendienst und organisierte später die Lotsenfahrt im Finnischen Meerbusen. Durch die Kartierung der schwedischen Küsten und die Durchführung von Lotsungen in den Küstengewässern und die Veröffentlichung guter Karten sowie einer hydrografischen Karte der Ostsee und des Kattegat machte er sich um die schwedischen Seeverkehrsdienste verdient. Neben Karten malte er auch Gemälde von unter anderem Karl XII., Architekturmotiven und Figuren. Er wurde 1717 zum Kommandeur ernannt und 1727 mit dem Namen Strömcrona geadelt.

## Ehrungen
1985 benannte die schwedische Behörde Sjöfartsverket mit der „Nils Strömcrona“ ein als Katamaran gebautes Vermessungsschiff nach ihm.